# Gilbertiodendron splendidum
Gilbertiodendron splendidum är en ärtväxtart som först beskrevs av John Hutchinson och John McEwan Dalziel, och fick sitt nu gällande namn av J.Leonard. Gilbertiodendron splendidum ingår i släktet Gilbertiodendron och familjen ärtväxter. IUCN kategoriserar arten globalt som sårbar. Inga underarter finns listade i Catalogue of Life.